# Torneo de Metz 2009
El Torneo de Metz es un evento de tenis que se disputa en Metz, Francia,  se juega entre el 21 de septiembre y el 27 de septiembre de 2009.

## Campeones
- Individuales masculinos:  Gaël Monfils derrota a   Philipp Kohlschreiber, 7-6(1), 3-6, 6-2.

- Dobles masculinos:  Colin Fleming /  Ken Skupski derrotan a  Arnaud Clément /  Michaël Llodra, 2-6, 6-4, [10-5].